# Erythroléine
L'érythroléine est un liquide huileux extrait par Robert Kane de l'orseille (colorant alimentaire) et du tournesol, de formule brute {\displaystyle C_{26}H_{22}O_{4}}. Ce réactif soluble dans l'éther, qui entre dans la composition du papier de tournesol, vire au rouge en ambiance acide.

## Source
Robert Kane - Mémoire pour servir à l'histoire chimique de l'orseille et du tournesol, in Annales de chimie et de physique (année 1841, 3e série, Tome 2).